# Kulebaki
Kulebaki (rusky Кулебаки) jsou město v Nižněnovgorodské oblasti v Ruské federaci. Při sčítání lidu v roce 2010 měly přes pětatřicet tisíc obyvatel.

## Poloha a doprava
Kulabaki leží v Meščorské nížině nedaleko ústí Ťoši do Oky. Od Nižního Novgorodu, správního střediska oblasti, jsou vzdáleny přibližně 190 kilometrů jihozápadně.
Ve městě končí 28 kilometrů dlouhá nákladní železniční trať, která se v Navašinu ležícího přibližně 30 kilometrů severozápadně připojuje na železniční trať z Moskvy přes Arzamas do Kazaně.

## Dějiny
První zmínka je z roku 1719. V roce 1866 zde vzniká metalurgický závod na zpracování místní železné rudy. V roce 1877 pořizuje jako jeden z prvních v Rusku Siemensovu-Martinovu pec. Od roku 1932 jsou Kulebaki městem.
Dne 19. září 2018 se nedaleko města zřítil letoun MiG-31.

### Rodáci
- Jelena Afanasjevová (* 1967), běžkyně